# Jan Wincenty Kopff
Jan Wincenty Kopff (Kopf, Köpf; ur. 19 grudnia 1763 w Igławie na Morawach, zm. 18 kwietnia 1832 w Krakowie) – polski malarz niemieckiego pochodzenia, aktywny w Krakowie i okolicach w końcu XVIII i I połowie XIX wieku.
Powiązany rodzinnie z Estreicherami osiadł w Krakowie, kształcił się tam i w Warszawie. Zajmował się głównie malarstwem portretowym. Większość jego prac, na ogół nie sygnowanych, uważa się za zaginione.

## Życiorys
Pochodził z niemieckiej rodziny osiadłej na Morawach. Urodził się 19 grudnia 1763 roku w Igławie. Jego matka wywodziła się z rodziny Oesterreicherów, a jej bratem był malarz Dominik Oesterreicher, który sprowadził swojego siostrzeńca do Krakowa około 1780 roku.
Kopff początkowo pobierał u niego nauki w zakresie malarstwa, a następnie wyjechał do Warszawy. Krótko uczęszczał do prywatnej szkoły Franciszka Smuglewicza, po czym kształcił się w pracowni Marcella Bacciarellego. Został dostrzeżony przez króla Stanisława Augusta i wyróżniony złotym medalem. W 1790 roku powrócił do Krakowa, gdzie osiadł na stałe oraz zaczął udzielać lekcji malarstwa i rysunku. Trzy lata później, razem z wujem, podjął próbę uniezależnienia się od krakowskiego cechu malarzy – występując jako malarz podległy Akademii Krakowskiej odmówił zapisania się do cechu i uiszczania składek na jego rzecz. Ostatecznie nie odniósł trwałego powodzenia i w 1796 roku, w tym samym czasie co wuj, wstąpił do cechu, razem ze swoim czeladnikiem Józefem Kosińskim i uczniem Wojciechem Gurnieskim. 
W 1797 roku poślubił Teklę Danielską. Małżeństwo doczekało się ośmiorga dzieci, lecz tylko troje spośród nich osiągnęło wiek dojrzały – córka Ludwika oraz synowie Konstanty i Wiktor. Kopff, jakkolwiek w piśmie stale posługiwał się językiem niemieckim, to zżył się z polskim otoczeniem. Jego dzieci wyniosły z domu gruntowną znajomość języka i dziejów Polski. Silnie związany z Krakowem, utrzymywał bliskie kontakty nie tylko z Estreicherami, ale również z Ambrożym Grabowskim i Józefem Peszką. Wśród jego uczniów znaleźli się syn Konstanty oraz (przed 1803) Jan Pfeiffer. 
Kopff zajmował się głównie malarstwem portretowym. Założenie w 1818 roku Szkoła Rysunku i Malarstwa przy Uniwersytecie Jagiellońskim, doprowadziło do pojawienia się konkurencji dla niego w postaci uczniów tej placówki. W związku z tym od 1822 roku zaczął wyjeżdżać poza miasto, by zyskać nowe zlecenia. W celach zarobkowych podróżował do między innymi Krynicy, Tarnowa, Bochni i Nowego Targu. Głównie tam wykonywał portrety, ale corocznie wracał do Krakowa.
Zmarł 25 kwietnia 1832 roku, po krótkiej chorobie, w Krakowie. Został pochowany na cmentarzu Rakowickim (grobowiec w pasie Ka przy murze cmentarnym). 

## Twórczość
Wydaje się, że Kopff większości swoich obrazów nie sygnował. Trafiały głównie do kolekcji prywatnych i przyjmuje się, że w przeważającej części zaginęły. Z tytułów znane są prace religijne i mitologiczne: Koriolan z matką, Sardanapal i Arbaces, Leda z łabędziem, Elpinika, Flora, Andromeda, Narodziny Chrystusa, Hołd Trzech Króli (z 1789), Kuszenie Chrystusa. Spośród nich udało się zidentyfikować obraz olejny z Ledą. Ponadto zachowały się dwa rysunki ołówkiem: Perseusz i Andromeda oraz Sardanapal. Jego twórczość w tej tematyce wykazywała zależność od prac innych artystów jemu współczesnych, jak Smuglewicz. 
Większą samodzielność ujawniał w malarstwie portretowym, które z jego dorobku zachowało się najliczniej. Są to olejne podobizny: żony (około 1830), córki Ludwiki i syna Konstantego (około 1825), rodziny Alojzego Estreichera (zniszczony w 1939) oraz portret zbiorowy własnych dzieci (1815). To ostatnie płótno, sygnowane przez niego, uznaje się za najlepiej świadczące o zdolnościach artysty i jedno z lepszych przedstawiań tego tematu na ziemiach polskich I połowy XIX stulecia, jakkolwiek wskazuje się na nieudaną kompozycję – przez brak odpowiedniego powiązania portretowanych, każda postać może stanowić samodzielny wizerunek. W zbiorach Muzeum Narodowego w Krakowie znajduje się domniemany autoportret artysty, natomiast w kościele parafialnym w Choczni i klasztorze reformatów w Kętach podobizny nieznanego biskupa, być może przedstawiające Gustawa Zieglera. Ponadto Kopff spopularyzował w Krakowie miniaturowe portrety na kości słoniowej, wykonał takie podobizny Marcina Danielskiego i Ambrożego Grabowskiego. 
Na marginesie jego twórczości było malarstwo ścienne. Wykonał takie dekoracje w kamienicy przy Rynku Głównym 10, około 1830 roku. Przedstawiały sceny z ruinami i kozami, widoki okolic miasta oraz sypanie Kopca Kościuszki. Malowidła te nie przetrwały, ich ślady odkryto podczas prac konserwatorskich w 1979 roku. W niewielkim stopniu zajmował się również studiami pejzażowymi – zachowały się 4 rysunki okolic Ojcowa, wykonane tuszem i kredką oraz 2 rysunki o innej tematyce.